# Zygogramma conjuncta
Zygogramma conjuncta är en skalbaggsart som först beskrevs av Rogers 1856.  Zygogramma conjuncta ingår i släktet Zygogramma och familjen bladbaggar.

## Underarter
Arten delas in i följande underarter:
- Z. c. conjuncta
- Z. c. pallida